# Coppa Interamericana 1974
La Coppa Interamericana 1974 è stata la quarta edizione del trofeo riservato alle squadre vincitrici della CONCACAF Champions' Cup e della Coppa Libertadores.

## Tabellino

### Andata
| Arbitro: | Velázquez |

| |            | |
| | Marcatori  | 15’ Bochini |
| · Fernández P · López Oliva D · C. Monterroso D · León D · Melgar D · Girón C · Pérez C · B. Monterroso C · Benítez C · Mitrovich A · Carías A · Cobián A · Anderson A | Formazioni | · P Gay · D Commisso · D López · D Sá · D Pavoni · C Galván · C Semenewicz · C Raimondo · C Saggioratto · A Balbuena · A Bochini · A Bertoni |
| Amorín | Allenatori | Ferreiro |

### Ritorno
| Arbitro: | Canessa |

| |                      | |
| | Marcatori            | 15’ Bochini |
| Cobián Anderson Monterroso Mitrovich | Tiri di rigore 2 – 4 | Pavoni Giribet Bochini Bertoni |
| · Fernández P · López Oliva D · C. Monterroso D · León D · Melgar D · Pérez C · B. Monterroso C · Anderson C · Benítez A · Mitrovich A · 62’ Carías A · Cobián A | Formazioni           | · P Gay · D Commisso · D López · D Sá · D Pavoni · C Galván · C Raimondo · C Saggioratto 78’ · A Giribet · A Balbuena · A Bochini · A Bertoni |
| Amorín | Allenatori           | Ferreiro |